# John Scott (9e duc de Buccleuch)
Pour les articles homonymes, voir Scott, John Scott et Walter Scott (homonymie).
 (janvier 2019).
Si vous disposez d'ouvrages ou d'articles de référence ou si vous connaissez des sites web de qualité traitant du thème abordé ici, merci de compléter l'article en donnant les références utiles à sa vérifiabilité et en les liant à la section « Notes et références ».
Walter Francis John Scott, 9e duc de Buccleuch et 11e duc de Queensberry (28 septembre 1923 - 4 septembre 2007) est un homme politique, militaire et pair britannique.

## Biographie
Fils de Walter John Montagu-Douglas-Scott, huitième duc de Buccleuch et de Vreda Esther Mary Lascelles, il étudie au collège d'Eton et à Christ Church, à l'Université d'Oxford.
Le 10 janvier 1953, il se marie avec Jane McNeill, la onzième enfant de John McNeill et d'Amy Yvonne Maynard. Ils ont eu quatre enfants :
- Sir Richard John Walter Scott, comte de Dalkeith (né le 14 février 1954)
- Lord William Henry John Montagu Douglas Scott (né le 9 janvier 1957)
- Lady Charlotte-Anne Montagu Douglas Scott (né le 9 janvier 1966)
- Lord Damian Torquil Francis Charles Montagu Douglas Scott (né le 8 octobre 1970)

Sa fortune personnelle est évaluée à 55 millions de livres, complétée par les quelque 400 millions de livres du groupe Buccleuch, son holding. Le duc fait les gros titres à la fin de 2003 quand La Madone aux fuseaux de Léonard de Vinci est volée au château de Drumlanrig (elle fut retrouvée en 2007).
Il sert comme capitaine de frégate dans la « Royal Naval Volunteer Reserve » et la « Royal Naval Reserve » de 1942 à 1971. Il se voit attribuer la « Volunteer Reserve Decoration » en 1959. Il est nommé capitaine de vaisseau honoraire dans la « Royal Naval Reserve » en 1988. Il est capitaine de la « Royal Company of Archers », Lord Président du Conseil et « Silver Stick » pour l'Écosse.
Comme comte de Dalkeith, il est conseiller du comté de Roxburghshire en 1958.
Il se présente à Edinburgh East pour les élections générales de 1959 et devient membre du Parti unioniste écossais (puis du parti conservateur). Élu représentant d'Edinburgh North au Parlement aux élections partielles de 1960 jusqu'en 1973, il sert comme Secrétaire parlementaire privé du Lord Avocat de 1961 à 1962 et comme Secrétaire d'État de l'Écosse de 1962 à 1964.

## Présidence
- RADAR (1977-1993); Président (depuis 1993)
- Buccleuch Heritage Trust (depuis 1985)
- Living Landscape Trust (depuis 1985)
- Association des Lord-Lieutenants (depuis 1990)
- Président de la Royal Highland Agricultural Society of Scotland (1969)
- St Andrew’s Ambulance Association (depuis 1972)
- Royal Scottish Agricultural Benevolent Institute (depuis 1973)
- Institution Nationale écossaise pour la guerre secrète (depuis 1973)
- Royal Blind Asylum and School (1976)
- Galloway Cattle Society of Great Britain and Ireland (1976)
- East of England Agricultural Society (1976)
- Commonwealth Forestry Association (1979-1999)
- Vice-président de la The Royal Scottish Society for Prevention of Cruelty to Children
- Royal Scottish Forestry Society (1994-1996)
- Président d'honneur de l'Association de Recherche des Maladies animales (1973-1995)

## Titres et Honneurs

### Différents titres
- Walter Scott, Lord Scott de Whitchester et d'Eskdaill (1926-1935)
- Walter Scott, comte de Dalkeith (1935-1973)
- Sa Grâce La Plus Noble Sir Walter Scott, neuvième duc de Buccleuch, onzième duc de Queensberry (depuis 1973)

### Honneurs
- Chevalier de l'Ordre du Chardon (1978); Chancelier de l'ordre (depuis 1992)
- Volunteer Decoration (1959)
- Justice of the Peace, par la commission régionale de Roxburgh (1975)
- Deputy Lieutenant du Selkirkshire (1955)
- Deputy Lieutenant du Roxburghshire (1962)
- Deputy Lieutenant du Dumfriesshire (1974)
- Lord Lieutenant du Roxburghshire (1974-1975)
- Lord Lieutenant de Selkirk (1975)
- Lord Lieutenant de Roxburgh, Ettrick and Lauderdale (1975-1998)
- Médaille d'or de Bledisloe (1992)

## Nominations militaires honoraires
- Capitaine dans la « Royal Naval Reserve » (depuis 1988).